# Marie-Abdon Santaner
Marie-Abdon Santaner (né le 29 janvier 1921 à Rivesaltes et mort le 15 mars 2012 à Lyon) est un prêtre capucin et théologien français. Professeur à l'Institut catholique de Paris, il a développé, sur base d'une anthropologie biblique, une spiritualité de l'engagement solidaire, d'inspiration franciscaine, qui s'accompagne d'un bilan critique de la société et de l'Église au XXe siècle.

## Biographie
Prénommé Pierre à sa naissance, il est né à Rivesaltes, près de Perpignan, le 29 janvier 1921. Entré au noviciat des capucins de la province de Toulouse, le 27 août 1939, il y reçoit le nom de frère Marie-Abdon, avant de faire sa profession religieuse, le 8 septembre 1940, puis de recevoir l'ordination sacerdotale, le 22 décembre 1946. Il est alors nommé directeur de l'École Séraphique de Bayonne : en fonction de juin 1947 à mai 1961, il sera également le gardien (= supérieur) de la fraternité (= communauté) attachée à l'institut, entre 1955 et 1958, année où il publie son premier livre, Richesses inexploitées, commentaire de l'œuvre du capucin allemand Martin de Cochem (1634-1712). Après avoir été élu, en mai 1961, Ministre provincial de Toulouse, il rejoint la communauté de Perpignan en juin 1964, et celle de Cognac, en juin 1967. Nommé conseiller provincial à deux reprises, il partage son temps entre la province et la capitale à partir du mois de février 1968. C'est l'époque où, détaché à l'aumônerie nationale de l'Action Catholique Ouvrière et de la Jeunesse Ouvrière Chrétienne, il devient enseignant à l'Institut catholique de Paris, de septembre 1971 à juillet 1986.
Ayant intégré en septembre 1985 la communauté Saint-Bonaventure (Paris), où il vit en compagnie des étudiants en philosophie et en théologie, il en assure la charge de gardien, de 1986 à 1987. Trois ans plus tard, il est nommé au Centre d'animation pastoral d'Évry, en tant que chargé de la formation théologique et pastorale des laïcs pour le diocèse d'Évry-Corbeil, dont il devient, en 1993, vicaire épiscopal, ainsi que membre et théologien du conseil épiscopal, au titre des Religieux. En janvier 2000, il est envoyé dans la communauté de La Chardonnière, à Francheville (Lyon), avant de rejoindre, quelque temps après, la maison de retraite Caritas, à Lyon-Montplaisir, où il décède, le 15 mars 2012. Célébrées à Bron, le 21 mars, ses funérailles ont été l'occasion d'honorer la mémoire de ce disciple de François d'Assise, animateur de la vie spirituelle, promoteur d'une théologie de l'ouverture au monde, et témoin, par ses nombreux livres, des questionnements qui ont traversé le catholicisme au lendemain du concile Vatican II, dans la seconde moitié du XXe siècle.